# Carlo Bergonzi
Carlo Bergonzi (n. 13 iulie 1924, Polesine Parmense, Emilia-Romagna, Italia – d. 25 iulie 2014, Milano, Italia) a fost un tenor italian.
A fost considerat unul dintre cei mai importanți cântăreți de operă ai secolului al 20-lea.